# Luz Jiménez (traductora)
Julia Jiménez González (Barrio San Mateo, Milpa Alta, 28 de enero de 1897 -Ciudad de México, 28 de enero de 1965), conocida también como doña Luz Jiménez, Luz Jiménez, Luciana, doña Lucha o doña Luz, fue una mujer indígena mexicana nahuatlata, traductora, escritora y promotora del náhuatl, labor en la que fungió como narradora e informante lingüística, produciendo obras de referencia en la enseñanza y estudio de su lengua. Involucrada en el entorno cultural mexicano, fue modelo e inspiración de artistas del arte posrevolucionario mexicano, en donde se la vio como una imagen adecuada a los fines político-artísticos de la época y al creciente indigenismo. Por tanto la imagen de Luz aparece en obras de Diego Rivera, David Alfaro Siqueiros, Fernando Leal, Jean Charlot y Tina Modotti, entre otros, sumándola a incontables obras de arte plástico, escultura y fotografía.

## Biografía
Luz Jiménez nació en 1897 en Milpa Alta, hoy alcaldía de la Ciudad de México pero entonces una población independiente de la mancha urbana capitalina. Jiménez creció como nahuatlata, es decir, con el náhuatl como lengua materna, si bien a la edad que creció dicha lengua ya convivía en su lugar de origen con el español. Jiménez estudió en la escuela primaria Concepción Arenal, sitio que le provocaría la vocación permanente de ser profesora y ayudar a formar profesionales en Milpa Alta.
Por los testimonios que doña Luz compartió posteriormente se sabe que en su infancia atestiguó hechos como el Centenario de la Independencia de México pero sobre todo la Revolución mexicana. De estos hechos vivió la entrada de Emiliano Zapata en Milpa Alta —"el primero que nos habló en náhuatl"— en 1914 previo a la entrada de dicho revolucionario a la capital mexicana con Francisco Villa y los posteriores combates del Ejército Libertador del Sur contra el Ejército Constitucionalista, hecho en el que morirían asesinados arbitrariamente su padre y sus tíos. Por los combates revolucionarios y la devastación que causaron los mismos, muchos habitantes incluida Luz huyeron buscando refugio en la Ciudad de México, sitio en donde buscarían sobrevivir empleándose de diversos oficios.
Al finalizar la revolución Jiménez volvería a habitar a Milpa Alta. Entre los oficios que desempeñó se encontraron vendedora de pan y trabajadora doméstica. Separada de su pareja, Jiménez criaría de forma independiente a su hija Concha.
Durante la primera década del siglo XX Milpa Alta atraería el interés de la antropología, la historia y la lingüística tras la labor de investigadores como Franz Boas. Los estudios de la época dadas las corrientes prevalecientes de dichas disciplinas, así como el nacionalismo mexicano, trataban de ver en el náhuatl de Milpa Alta una suerte de herencia o vínculo directo con los mexica en el siglo XVI y los habitantes de Milpa Alta siglos después, incluyendo el náhuatl.
Jiménez se convertiría en una personalidad en el mundo artístico y académico en los años 20 y 30 en México. Además de sus labores principales realizaba visitas guiadas tanto a Milpa Alta como al Santuario del Señor de Chalma, imagen a la que llama notatzin (mi padrecito, en náhuatl) y de la cual se consideró devota. A inicios de los años 60 ante dificultades como la pérdida de su madre y el fallecimiento de Fernando Leal así como problemas de salud minaron sus condiciones. Jiménez se convirtió en vendedora ambulante de ropa en el Centro Histórico de la Ciudad de México para vivir. Mientras se dirigía a visitar a su comadre Anita Brenner fue víctima de un accidente mortal al ser atropellada por un auto el 28 de enero de 1965. Fue enterrada en el Panteón Civil de Iztapalapa.

### Lingüística y lengua náhuatl
A partir de 1930 Jiménez colaboraría con distintos lingüistas de diversas nacionalidades en la investigación, enseñanza y el registro de la memoria oral de la lengua náhuatl siendo el primero el estadounidense Benjamin Lee Whorf, quien registró sus informes y los de su hija sin reconocerlas en dichos artículos, de acuerdo a las prácticas académicas de la época. Tal labor suscitaría en Jiménez interés en la lingüística iniciando una labor que incluiría a antropólogos, lingüistas y folcloristas mexicanos hasta 1950.  Los libros “The boy who could do anything” y “Dumb Juan and the Bandits”, editados por Anita Brenner e ilustrados por Jean Charlot, se escribieron a base de cuentos e historias tradicionales que Jiménez había aprendido de niña. A partir de 1940 Jiménez colaboraría con el investigador Robert H. Barlow. Entre las labores que realizó fue la de traductora y profesora de náhuatl para los alumnos de Stanley S. Newman, investigador con quien colaboró posteriormente en una gramática náhuatl.  así como escritora para el periódico en lengua náhuatl Mexicahtl itonalama. Jiménez colaboraría frecuentemente de 1948 a 1965 con el antropólogo Fernando Horcasitas, a quien conoció por Barlow y quien registró sus testimonios orales y escritos que se publicarían posteriormente como libros de historia oral y cuentos y leyendas en náhuatl. Pese a que la primera de ellas De Porfirio Díaz a Zapata; memoria náhuatl de Milpa Alta de 1968 fue trabajados por ambos y en esencia registran las aportaciones de Luz Jiménez, Horcasitas decidió que para el libro la mujer apareciera como informante y no como coautora. Horcasitas recularía y la acreditó como coautora hasta 1979 en la obra póstuma Cuentos en náhuatl de Doña Luz Jiménez. En 1961 fue entrevistada por la televisión mexicana y un perfil suyo fue reseñado por el periódico Excélsior.
Los saberes y relatos de Luz Jiménez son parte de la Colección de Lenguas del Nuevo Mundo de la Universidad de Indiana y de las investigaciones hechas en publicaciones como Estudios de Cultura Náhuatl y Tlalocan: A Journal of Source Malerials on the Native Cultures of Mexico.

### Modelo
No se tiene claro como fue su llegada al modelaje para artistas. Una versión apunta a principios de los años 20 cuando Luz Jiménez ganó el concurso Izcalihpochtzintli (la flor más bella del ejido) durante las festividades de la primavera en el aún pueblo de Santa Anita. Ahí habría llamado la atención de diversos artistas como Ramón Alva de la Canal, quien la condujo a Fernando Leal, quien la haría entrar en contacto con las comunidades de la Academia de San Carlos y la Escuela Nacional de Pintura, Escultura y Grabado "La Esmeralda". Otras versiones indican que ocurrió tras observar una oferta de trabajo en el centro de la ciudad llamando al modelaje en la Academia de San Carlos donde el trabajo era "quedarse quietecita".
Para dicha labor adoptó el nombre artístico de Luciana. Comenzaría una relación de amistad y trabajo con personalidades del arte como con Jean Charlot, quien además de su modelo de decenas de bocetos y obras sería padrino de su hija junto a la antropóloga e historiadora Anita Brenner, quien fue la madrina. Ambos apoyarían a Luz. La corriente académica y artística del indigenismo de la época así como las motivaciones de cimentar la imagen del nuevo régimen político posrevolucionario encontraron en Luz la imagen de la mujer mexicana "auténtica". “Se convirtió en el arquetipo de la indígena mexicana y en la mujer más pintada de México”, según el autor Jesús Villanueva.
Con Diego Rivera tendría una relación especial y fecunda, siendo modelo para varias de las obras más destacadas del muralista como los murales del Palacio Nacional de México, los del edificio de la Secretaría de Educación Pública, la Escuela Nacional de Agronomía de Chapingo y los del Palacio de Cortés. La propia Jiménez habitó la casa de Rivera y Frida Kahlo en San Ángel hoy Museo Casa Estudio Diego Rivera y Frida Kahlo, siendo ella y Carmen Caballero las dos artistas además de Frida Kahlo que compartieron espacio de trabajo con Rivera. Este celebró la indigenidad y mexicanidad de Luz, y según lo dicho por ¿Ruth Rivera?:

Era bellísima, con gran señorío, hablaba náhuatl, se sentía identificada con su pueblo. Para mi padre simbolizaba lo que éramos antes de la Conquista

En 1942 ingresó como modelo en la Escuela Nacional de Pintura, Escultura y Grabado "La Esmeralda" en la clase de Frida Kahlo.

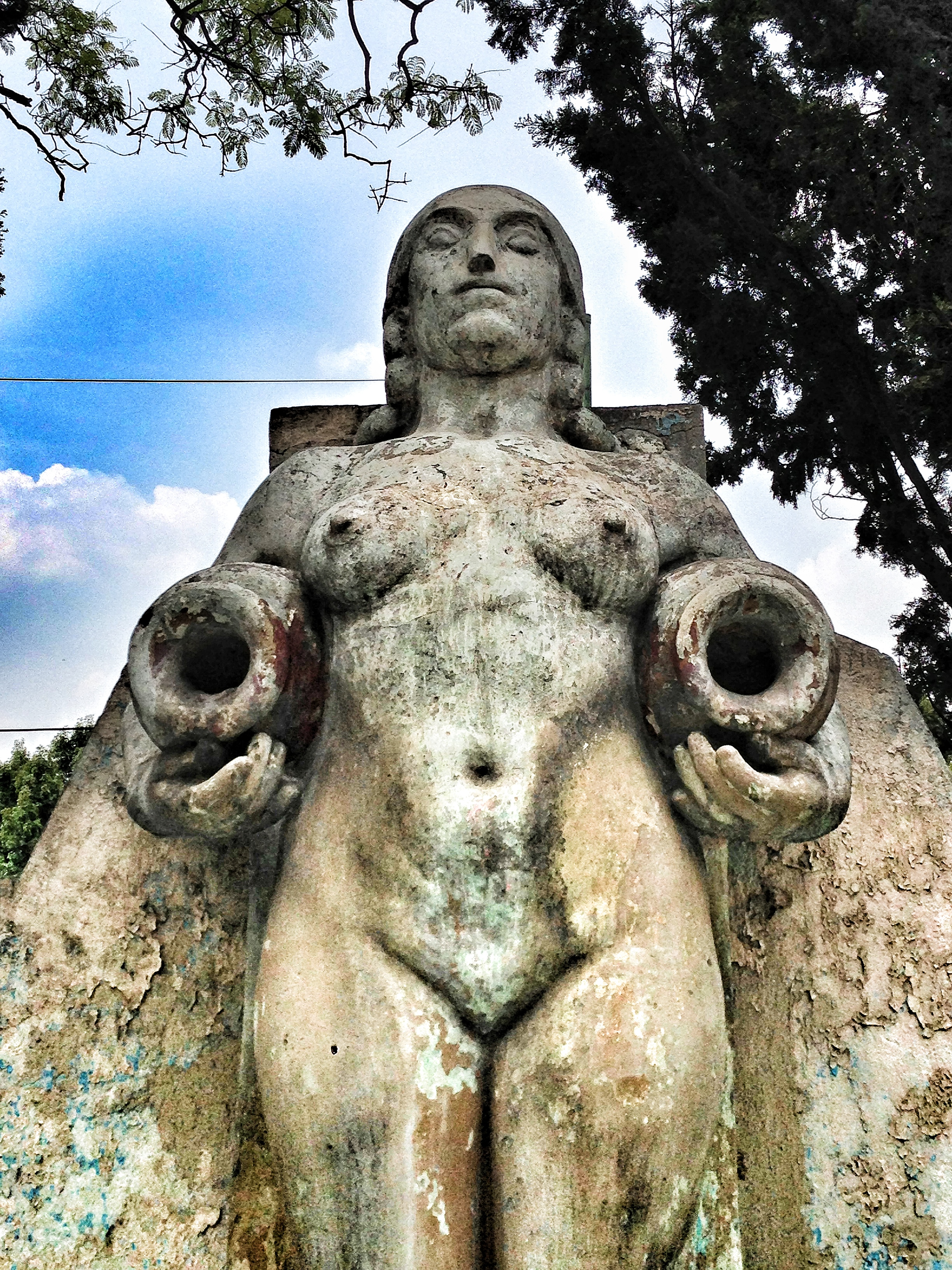
Fuente de los Cántaros de José María Fernández Urbina en Parque México, Condesa, Ciudad de México, por la cual Jiménez modeló

#### Obras modeladas por Jiménez
Fue modelo para obras de caballete, esculturas, dibujos y murales. Jiménez aparece como modelo entre otras, en las siguientes obras:
- Fuente de los Cántaros, obra de José María Fernández Urbina,[11] en Parque México, Condesa, Ciudad de México
- Esculturas del Monumento a Álvaro Obregón de Ignacio Asúnsolo en el Parque de la Bombilla, Ciudad de México
- Esculturas del Monumento a la Revolución, Ciudad de México de Oliverio Martínez
- Diego Rivera:
  - La Creación, (1922), Antiguo Colegio de San Ildefonso[12]
  - La molendera (1926)[10]
  - Vendedora de flores (1926)[13]
  - Vendedora de alcatraces
  - Murales de Palacio Nacional de México
  - Murales del edificio de la Secretaría de Educación Pública,
  - Murales de la Escuela Nacional de Agronomía de Chapingo
  - Murales del Palacio de Cortés.
  - Museo Casa Estudio Diego Rivera y Frida Kahlo
  - Cárcamo de Dolores
- Fernando Leal:
  - India con frutas (1920)[9]
  - La fiesta del señor de Chalma (1923) en el Antiguo Colegio de San Ildefonso[14]
- José Clemente Orozco
  - Cortés y Malinche (1926) en el Antiguo Colegio de San Ildefonso[14]
- Jean Charlot
  - Trabajo y descanso"
- Retrato por los fotógrafos Edward Weston y Tina Modotti (1940)[10]

## Legado
Su actividad como promotora del náhuatl se reflejaría en las colaboraciones que ejerció con antropólogos, lingúistas, historiadores y nahuatlatos. Los libros de Jiménez se convertirían en una referencia indispensable para el estudio y enseñanza del náhuatl en círculos de estudio y seminarios que encontrarían en los testimonios de Jiménez una fuente diferente de relatos orales e históricos formados de origen en el náhuatl a diferencia de otros mismos hechos narrados desde la perspectiva no indígena.
En su trayectoria como modelo, Jiménez se convertiría en la "quintaesencia" de la mujer indígena mexicana que buscaban académicos, intelectuales y artistas de su tiempo. Pese a la interacción que tuvo con decenas de investigadores, la escritura de obras, su fama como modelo y la consecuente multiplicación de la imagen de Luz en sinnúmero de obras muchas de ellas públicas, Luz no contó con el reconocimiento debido ni con una mejora sustancial en sus ingresos y condición económica ni pudo cumplir su anhelo de infancia de convertirse en una profesora. Al momento de su fallecimiento la noticia fue consignada como la muerte de la "modelo de Rivera". Como lo indica Paula Caballero:

Casi sobra decir que en este proceso de sublimación  de una esencia indígena la participación de esta mujer  fue más bien pasiva, como representación y no como representante. A pesar de sus múltiples colaboraciones con los distintos investigadores que visitaban Milpa Alta, el papel otorgado a Luz Jiménez consistió en “informar” a dichos investigadores (...) Representación del ideal indígena, Luz nunca fue la autora de ninguna de estas obras, ni en náhuatl ni en artes plásticas, de tal forma que su nunca logró vivir de sus conocimientos. Tanto su voz como su imagen necesitaron de la representación hecha por los intelectuales nacionales para ser vista o ser oída. Ser un “icono” de la “indigeneidad” no se tradujo en una mayor independencia económica para ella ni en un más alto nivel de  estudios –deseo  que Doña Luz manifestara en varias ocasiones.
Paula Caballero (2008)

En una entrevista con su hija Concha, se supo que doña Luz Jiménez prefería trabajar tanto con académicos como con artistas, quienes compartían una "visión amplia del mundo como la de ella misma". Una biografía de Luz Jiménez fue escrita por Frances Kartunnen y publicada en 1994 bajo el título Between Worlds. En 1997 celebrando el centenario de su nacimiento fue exhibida una muestra en español, inglés y náhuatl en el Museo Mexicano de Texas llamada "Luz y los buenos maestros". En 1999 fue organizada una exposición en memoria suya en la Museo Casa Estudio Diego Rivera y Frida Kahlo. En 2000 fue publicado el libro Luz Jiménez, símbolo de un pueblo milenario, 1897-1965 (Conaculta, 2000).

## Obras
En coautoría con Fernando Horcasitas:
- De Porfirio Díaz a Zapata; memoria náhuatl de Milpa Alta (1968), reimpreso en inglés por la Universidad de Oklahoma
- Cuentos en náhuatl de Doña Luz Jiménez (1979)

Obras individuales:
Tewewntzin iwan tetepeh. En Mexihkatl Itonalamatl. El periódico del mexicano. (1950)
Tlohkenawake. En Mexihkatl Itonalamatl. El periódico del mexicano. (1950).

En coautoría con Robert Barlow:
Un cuento sobre el día de muertos. Estudios de Cultura Náhuatl, vol. 2. (1960)